# Roll-on/roll-off

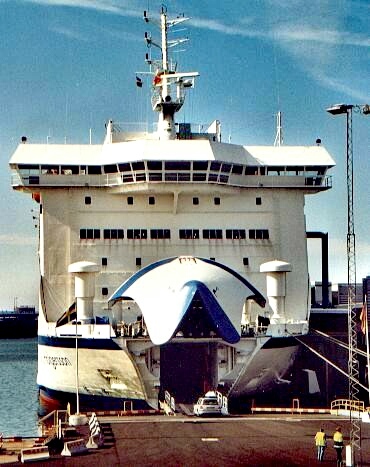
Tải xe lên phà RORO

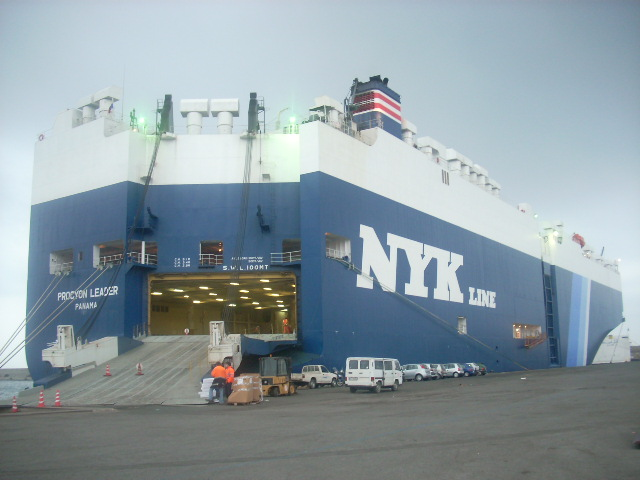
Dốc lên ở đuôi tàu Procyon Leader

Roll-on/roll-off hay RORO, ro-ro là một thuật ngữ trong ngành vận tải ngoại thương dùng cho các loại hàng tự vận hành lên tàu được (xe hơi, xe tải, xe moóc kéo, xe đầu kéo...), khác với phương thức thông thường là lo-lo hay LOLO (tức lift-on/lift off) đối với hàng công-ten-nơ (phải sử dụng cần cẩu để đưa hàng lên tàu).
Các tàu RORO có khung dốc được thiết kế sẵn hoặc xây trên bờ cho phép hàng hóa được luân chuyển và vận chuyển hiệu quả trên tàu khi ở trong cảng. Trong khi các phà nhỏ hơn hoạt động trên các con sông và các khoảng cách ngắn khác thường có các dốc lắp sẵn, thuật ngữ RORO thường được dành cho các tàu lớn ở đại dương. Các dốc và cửa vận hành có thể được đặt ở đuôi tàu, mũi tàu hoặc cạnh tàu, hoặc là hỗn hợp của các vị trí trên.